# 이시유 (1984년)
이시유(1984년 2월 23일 ~ )은 대한민국의 前 가수이자 배우이다.
2002년 뮤지컬배우 첫 데뷔하였다.

## 경력
- 2013년 : 그룹 스페이스 A 멤버

## 연기 활동

### 공연
- 2007년 《맘마 미아!》 ... 앙상블 역
- 2008년 《시카고》 ... 앙상블 역
- 2008년 《미녀는 괴로워》 ... 앙상블 역
- 2010년 《코러스라인》
- 2011년 《미녀는 괴로워》 ... 아미 역
- 2013년 《정글라이프》 ... 하예나 역
- 2014년 《정글라이프》 ... 하예나 역
- 2014년 《2014 대구국제뮤지컬페스티벌 상하이의 불꽃》 ... 쳔옌시(영신) 역
- 2014년 《정글라이프》 ... 하예나 역
- 2015년 《정글라이프》 ... 하예나 역
- 2015년 《위대한 캣츠비 RE:BOOT 쇼케이스》 ... 페르수 역
- 2016년 《위대한 캣츠비 RE:BOOT》 ... 페르수 역

## 광고
- 2013년 온라인게임 레드블러드

## 홍보대사
- 2013년 온라인게임 레드블러드 - 용병의 시대 홍보대사